# Isabel Hubard Escalera
Isabel Alicia Hubard Escalera es una matemática mexicana.

## Trayectoria profesional
Hubard inició sus estudios de matemáticas en la Facultad de Ciencias de la Universidad Nacional Autónoma de México (UNAM), donde obtuvo en el año 2001, el título de Licenciada en Matemáticas con la tesis titulada «Poliedros coloreados con órdenes cíclicos». Está adscrita al Instituto de Matemáticas de la UNAM, donde lleva a cabo investigaciones relacionadas con las propiedades combinatorias de objetos geométricos discretos.
Realizó sus estudios de doctorado en la Universidad York de Canadá.
Hubard fue la primera matemática mexicana en recibir la Beca L´Oréal-UNESCO-AMC en el área de Ciencias Exactas, en el año 2012, por su trabajo titulado «Álgebra combinatoria y geometría de los politopos abstractos de dos órbitas».
Su trabajo le han merecido también los reconociemientos "Reconocimiento Distinción Universidad Nacional para Jóvenes Académicos en docencia en ciencias exactas". DGAPA-UNAM, y Reconocimiento “Mujeres que inspiran”, Inspiring girls Mexico.
Hubard investiga el estudio de simetrías de objetos combinatorios.
Fue organizadora de la Olimpíada de Matemáticas de la Ciudad de México, entidad que tuvo una destacada participación en las competencias nacionales recientes al quedar en primer lugar nacional en los concursos de la Olimpiada Mexicana de Matemáticas para Educación Básica y la Olimpiada Mexicana de Matemáticas (OMM) de 2017, 2018, 2019, 2020 y 2021. Dentro de la OMM ha impulsado la participación de niñas y mujeres. Fue la Jefa del Jurado de la 1.ª Olimpiada Femenil Panamericana de Matemáticas (PAGMO, por sus siglas en inglés), organizadora de la 2da PAGMO y coordinadora de coordinadoras del 1.er Concurso Nacional Femenil de la OMM. Participó en la propuesta de creación de ambas olimpiadas femeniles.
Es parte del consejo directivo y fundadora de la Red de Enseñanza Creativa de las Matemáticas (Recrea-matemáticas).

## Algunas publicaciones
- Cubic Tessellations of the Helicosms.[9]
- Symmetry Type Graphs of Abstract Polytopes and Maniplexes.[10]
- Construction of chiral 4-polytopes with alternating or symmetric automorphism group.[11]
- A Finite Chiral 4-Polytope in $${\mathbb {R}}^4$$ R 4.[12]
- Colorful Associahedra and Cyclohedra.[13]
- Cubic tessellations of the didicosm.[14]
- Reconstructing surface triangulations by their intersection matrices.[15]
- Classification of Symmetric Tabačjn Graphs.[16]
- Chiral polytopes and Suzuki simple groups.[17]